# Парадисос (Кавала)
Парадисос (грч. Παράδεισος) је насељено место у општини Места у периферији Источна Македонија и Тракија, Грчка. Према попису из 2021. године било је 200 становника.
Парадисос је 1913. године имао 589 житеља Турака. Двадесетих година 20. века турско становништво је принудно исељено у Турску а на њихово место су насељене грчке избегличке породице, којих је на попису из 1928. године било 572. Село се раније звало Инџес.